# Vueling

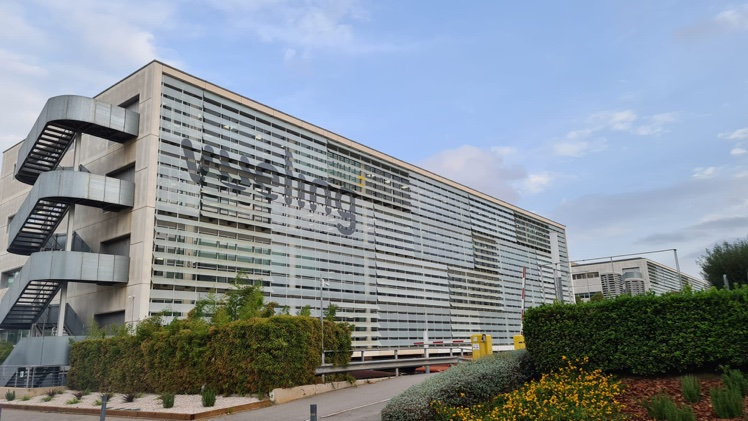
La sede de Vueling Airlines en Viladecans, (Barcelona).

Vueling Airlines, conocida comercialmente como Vueling, es una aerolínea española de bajo coste, con sede en Barcelona, España. Una empresa propiedad de IAG. Es la mayor aerolínea dentro del territorio español en número de destinos y por tamaño de flota, y la segunda por número de pasajeros transportados dentro del territorio español, solo superada por la irlandesa Ryanair. Comenzó las operaciones en julio de 2004 (con la ruta Barcelona-Ibiza, operado con un A320-200 llamado “Barceloning”) con base en Barcelona  como aerolínea independiente, aunque tras su fusión con Clickair en 2009 su principal accionista pasó a ser Iberia y, tras la OPA presentada en julio de 2013 por IAG, Vueling quedó en manos del holding controlado por la fusión de Iberia y British Airways. Nacida como aerolínea de bajo precio, tras la quiebra de una de sus competidoras, Spanair y debido al gran crecimiento indirecto de Ryanair en Barcelona, ha venido operando como una especie de aerolínea tradicional, aunque sin perder su identidad como aerolínea de bajo costo.
La base principal de Vueling desde su creación y también su centro de conexión desde mayo de 2010 está en Barcelona, mientras que cuenta con numerosas bases de operaciones en el resto de España, Italia y Francia, en concreto en los aeropuertos de Alicante-Elche, Bilbao, Florencia, Málaga, Palma de Mallorca, París-Charles de Gaulle, París-Orly, Roma-Fiumicino, Santiago de Compostela y Sevilla.

## Historia

### Inicios
Los orígenes de Vueling Airlines se remontan a finales de 2002, cuando los emprendedores Sue Smith y Eduardo Fairen convencieron a Carlos Muñoz y Lázaro Ros (fundadores asimismo de Volotea, aerolínea de la que en la actualidad son consejero delegado y director general, respectivamente) de la viabilidad de hacer una aerolínea de bajo coste centrada en España. Carlos Muñoz y Lázaro Ros constituyeron entonces una sociedad promotora que financió los estudios de mercado y viabilidad económica necesarios para demostrar la viabilidad del proyecto.
Durante los siguientes doce meses se procedió a la preparación del plan de negocio y al desarrollo de la marca e imagen corporativa. Paralelamente, se trabajó en la búsqueda de socios estratégicos que consolidaran el proyecto a nivel industrial, empresarial y financiero: inicialmente, la compañía era propiedad de un accionario repartido entre Apax Partners, que controlaba un 40%, Inversiones Hemisferio (family office de la familia Lara, propietaria del Grupo Planeta) con un 30%, los fundadores de la propia empresa, que controlaban un 23 %, y V.A. Investor, la sociedad de inversión de los directivos de la aerolínea neoyorquina JetBlue Airways, que contaba con un 7%. Carlos Muñoz fue nombrado consejero delegado y Lázaro Ros director general.
Vueling Airlines inició las operaciones el 1 de julio de 2004 con una flota compuesta por dos aviones Airbus A320, que operaban el servicio entre Barcelona, París, Bruselas, Palma de Mallorca e Ibiza. El vuelo inaugural partió de Barcelona el día 1 con destino a Ibiza.
En 2005, Madrid se convirtió en la segunda base de Vueling. Más tarde en 2007, se decidió instalar una base en el parisino aeropuerto de Charles de Gaulle. En diciembre de ese mismo año se decidió abrir una cuarta base en Sevilla.

### Época de dificultades financieras
A partir del 1 de diciembre de 2006, la aerolínea comenzó a cotizar en las bolsas de Barcelona, Madrid, Bilbao y Valencia. Pero los buenos resultados de la nueva aerolínea no tardaron en volverse del revés. En el primer trimestre de 2007, pasó de 9,7 millones de euros de beneficio el año anterior a 22,01 millones de pérdidas. Ello se produjo en un contexto de aumento del número de viajeros del 85,35 % y de los ingresos por ventas en solo el 65,5 % hasta los 59,83 millones de euros. En junio de 2007, medio año después de su salida a bolsa, Apax Partners, interesada en participar en una operación de compra de Iberia, vendió su participación del 20,97 % en Vueling. Esta transacción provocó la caída del precio de las acciones de la compañía hasta la sexta parte de su cotización de salida.

### Fusión con Clickair
La insostenible situación económico-financiera obligó a buscar una solución, que fue la fusión con Clickair, empresa filial para vuelos de bajo coste de Iberia. Esta fusión se culminó en julio de 2009. Tras la fusión, Iberia pasó a controlar el 45,85 % del capital, estando el resto repartido entre Nefinsa, con 4,15 %; minoristas, 18,20 %; instituciones españolas, 10,40 % e instituciones extranjeras, 21,40 %.

### Historia

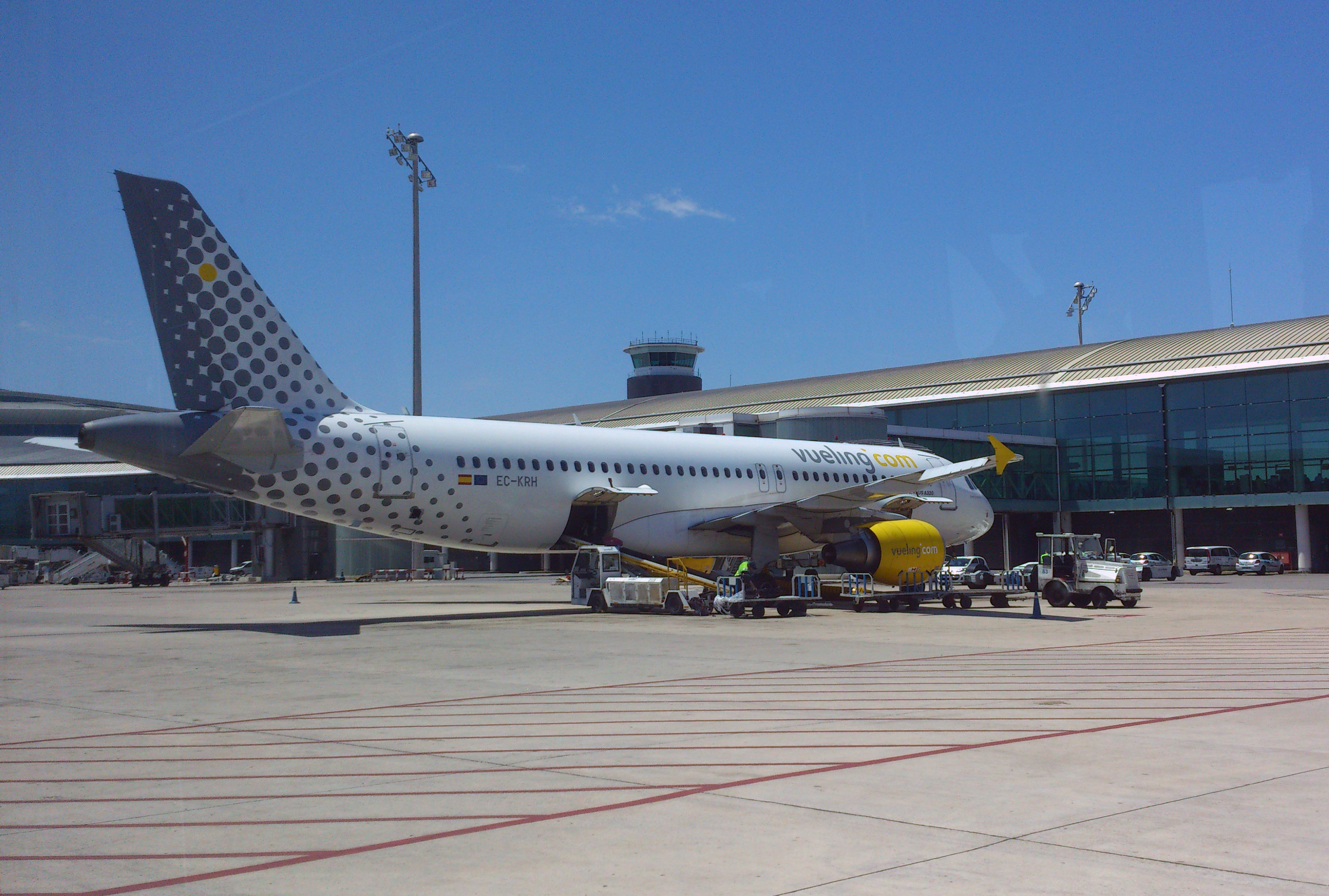
A320-200 de Vueling en su Hub principal, el Aeropuerto de Barcelona-El Prat.

Vueling tuvo en el primer semestre del 2009 unas pérdidas de 3,3 millones de euros, frente a unas ganancias de 1,1 millones en el mismo periodo del año anterior. Sin embargo, obtuvo en el tercer semestre del 2010 unos beneficios netos de 4,3 millones de euros y una facturación de 2,7 millones de euros. En 2011, Vueling presentó unos resultados positivos de tan solo 1,6 millones de euros debido, según analistas, a los altos precios del crudo, a una bajada en la ocupación de los vuelos durante el primer semestre del año y a la competencia por parte de Ryanair y Spanair en Barcelona. Aun así, esto no ha impedido a la aerolínea presentar sus ambiciosos planes de crecimiento y renovación de flota. A finales de 2011, Vueling anunció un gran plan de expansión para Barcelona que incluía la adquisición de 6 nuevas aeronaves Airbus, que serían incorporadas a las 26 basadas permanentemente en el aeropuerto de Barcelona, hecho que comporta la creación de 23 nuevas rutas desde el aeropuerto barcelonés, muchas de ellas estacionales, y la entrada de Vueling en el mercado escandinavo, donde Spanair era la principal competidora de Vueling, que es la principal operadora.
En enero de 2012, también se anunció que a finales del mismo mes se realizaría un concurso para la adquisición de un pedido de hasta 50 nuevos aviones de los tres grandes operadores mundiales Airbus, Boeing y Bombardier, con los modelos Airbus A320neo, Boeing 737 MAX y Bombardier CSeries, respectivamente. Después de la quiebra de Spanair a finales de enero, Vueling canceló sus pedidos de nuevos aviones para quedarse algunos de la antigua Spanair. También se aprovechó para quedarse con las rutas que se habían quedado sin vuelos, con esto, el número de destinos se incrementó un 30 %.
En abril de 2012, anunciaron la creación de una nueva base de operaciones en el aeropuerto de Roma-Fiumicino, un segundo hub, por detrás de Barcelona.
En octubre de 2012, se anunció una nueva expansión en el Aeropuerto Josep Tarradellas Barcelona-El Prat que incluía la creación de 28 nuevas rutas desde el aeropuerto, operando así más 100 destinos desde el aeropuerto de la ciudad condal, la creación de la clase Excellence para el pasajero de negocios (similar a una clase Business de las aerolíneas tradicionales), servicio de Wi-Fi a bordo en los nuevos aviones y la creación de un nuevo tipo de low-cost, para dejar paso a una reconversión en compañía de red, convirtiéndose así en la aerolínea española que mayor número de destinos opera.
El 5 de diciembre de 2012, Vueling anunció la apertura de una nueva base de operaciones desde la que vuelan de Florencia a siete destinos en Europa: Hamburgo, Barcelona, Berlín, Copenhague, Londres-Heathrow, Madrid y París-Orly. El 25 de octubre de 2013, Vueling abre su primera ruta nacional en Italia: Florencia a Catania. El 20 de noviembre de 2013, Vueling anuncia una mayor expansión de Florencia: se basará un segundo Airbus A319, nuevas rutas abiertas a Bari, Cagliari, Catania, Ibiza, Miconos, Santorini y Palermo.
En el último trimestre de 2015 recibe sus primeros A321, incrementando en 40 pasajeros la capacidad con respecto a los A320. Actualmente dispone de 15 A321, la mayoría operan rutas a las islas Canarias, vuelos de medio radio y de alta demanda.
En abril de 2016 Vueling y LATAM firman un acuerdo de código compartido para la ruta Barcelona - Sao Paulo.
Durante el fin de semana del 1 de julio de 2016, la aerolínea tuvo graves problemas por retrasos y cancelaciones, lo que obligó al Ministerio de Fomento a abrir un expediente para investigar lo sucedido.
En 2016, Vueling es la primera compañía del mundo en adquirir el modelo de Airbus "A320 Spaceflex", que adapta los lavabos del avión para que sean accesibles a personas con movilidad reducida y aumenta la capacidad de 180 a 186 asientos, gracias a la nueva ubicación de los lavabos traseros, en el cono de cola del aparato.
Durante los primeros meses de 2016, Álex Cruz deja Vueling y pasa a ser el CEO de British Airways. Su puesto lo ocupa Javier Sánchez-Prieto. En 2020, Vueling anunció que Marco Sansavini, proveniente de Iberia, pasaba a ocupar el puesto de CEO de la aerolínea.En 2024, el puesto de CEO pasa a manos de Carolina Martinoli.
Vueling ganó los siguientes premios internacionales:
- Best Employer 2024: Primera aerolínea de bajo coste de Europa en tener planes para sus trabajadores
- Mejor Servicio de Atención al Cliente 2023

## Destinos

Países en los que opera Vueling

Vueling Airlines vuela actualmente (agosto de 2025) a 101 destinos. Desde su centro de conexión, el aeropuerto de Barcelona-El Prat, y sus bases en los aeropuertos de Alicante-Elche, Bilbao, Florencia, Málaga, Palma de Mallorca, París-Charles de Gaulle, París-Orly, Roma-Fiumicino, Santiago de Compostela y Sevilla, opera vuelos regulares a los siguientes destinos:
| Países                         | Destinos               | Aeropuertos                                             | Notas      |
| Nacionales                     | Nacionales             | Nacionales                                              | Nacionales |
| ------------------------------ | ---------------------- | ------------------------------------------------------- | ---------- |
| España                         | Alicante               | Aeropuerto de Alicante-Elche                            | Base       |
| España                         | Almería                | Aeropuerto de Almería                                   |            |
| España                         | Asturias               | Aeropuerto de Asturias                                  |            |
| España                         | Barcelona              | Aeropuerto Josep Tarradellas Barcelona-El Prat          | HUB        |
| España                         | Bilbao                 | Aeropuerto de Bilbao                                    | Base       |
| España                         | Córdoba                | Aeropuerto de Córdoba                                   |            |
| España                         | Fuerteventura          | Aeropuerto de Fuerteventura                             |            |
| España                         | Gran Canaria           | Aeropuerto de Gran Canaria                              |            |
| España                         | Granada-Jaén           | Aeropuerto de Granada                                   |            |
| España                         | Ibiza                  | Aeropuerto de Ibiza                                     |            |
| España                         | Jerez de la Frontera   | Aeropuerto de Jerez de la Frontera                      |            |
| España                         | La Coruña              | Aeropuerto de La Coruña                                 |            |
| España                         | Lanzarote              | Aeropuerto de Lanzarote                                 |            |
| España                         | La Palma               | Aeropuerto de La Palma                                  |            |
| España                         | Madrid                 | Aeropuerto Adolfo Suárez Madrid-Barajas                 |            |
| España                         | Málaga                 | Aeropuerto de Málaga-Costa del Sol                      | Base       |
| España                         | Menorca                | Aeropuerto de Menorca                                   |            |
| España                         | Palma de Mallorca      | Aeropuerto de Palma de Mallorca                         | Base       |
| España                         | Reus                   | Aeropuerto de Reus                                      |            |
| España                         | San Sebastián          | Aeropuerto de San Sebastián                             |            |
| España                         | Santander              | Aeropuerto Seve Ballesteros-Santander                   |            |
| España                         | Santiago de Compostela | Aeropuerto de Santiago de Compostela                    | Base       |
| España                         | Sevilla                | Aeropuerto de Sevilla                                   | Base       |
| España                         | Tenerife Norte         | Aeropuerto de Tenerife Norte                            |            |
| España                         | Tenerife Sur           | Aeropuerto de Tenerife Sur                              |            |
| España                         | Valencia               | Aeropuerto de Valencia                                  |            |
| España                         | Vigo                   | Aeropuerto de Vigo                                      |            |
| España                         | Zaragoza               | Aeropuerto de Zaragoza                                  |            |
| África                         |                        |                                                         |            |
| Argelia                        | Argel                  | Aeropuerto Internacional Houari Boumedienne             |            |
| Argelia                        | Orán                   | Aeropuerto de Orán Es Sénia                             |            |
| Cabo Verde                     | Espargos               | Aeropuerto Internacional Amílcar Cabral                 |            |
| Egipto                         | El Cairo               | Aeropuerto Internacional de El Cairo                    |            |
| Marruecos                      | Agadir                 | Aeropuerto de Agadir-Al Massira                         |            |
| Marruecos                      | Esauira                | Aeropuerto de Esauira-Mogador                           |            |
| Marruecos                      | Marrakech              | Aeropuerto de Marrakech-Menara                          |            |
| Marruecos                      | Tánger                 | Aeropuerto de Tánger                                    |            |
| Túnez                          | Túnez                  | Aeropuerto Internacional de Túnez-Cartago               |            |
| Europa                         |                        |                                                         |            |
| Albania                        | Tirana                 | Aeropuerto Internacional Madre Teresa                   |            |
| Alemania                       | Berlín                 | Aeropuerto de Berlín-Brandemburgo Willy Brandt          |            |
| Alemania                       | Düsseldorf             | Aeropuerto Internacional de Düsseldorf                  |            |
| Alemania                       | Hamburgo               | Aeropuerto de Hamburgo                                  |            |
| Alemania                       | Hannover               | Aeropuerto de Hannover                                  |            |
| Alemania                       | Múnich                 | Aeropuerto Internacional Franz Josef Strauss            |            |
| Alemania                       | Núremberg              | Aeropuerto de Núremberg                                 |            |
| Alemania                       | Stuttgart              | Aeropuerto de Stuttgart                                 |            |
| Austria                        | Viena                  | Aeropuerto de Viena-Schwechat                           |            |
| Bélgica                        | Bruselas               | Aeropuerto de Bruselas                                  |            |
| Croacia                        | Dubrovnik              | Aeropuerto de Dubrovnik                                 |            |
| Croacia                        | Split                  | Aeropuerto de Split                                     |            |
| Dinamarca                      | Billund                | Aeropuerto de Billund                                   |            |
| Dinamarca                      | Copenhague             | Aeropuerto de Copenhague-Kastrup                        |            |
| Finlandia                      | Rovaniemi              | Aeropuerto de Rovaniemi                                 |            |
| Francia                        | Burdeos                | Aeropuerto de Burdeos-Mérignac                          |            |
| Francia                        | Lyon                   | Aeropuerto de Lyon-Saint Exupéry                        |            |
| Francia                        | Marsella               | Aeropuerto de Marsella-Provenza                         |            |
| Francia                        | Nantes                 | Aeropuerto de Nantes Atlantique                         |            |
| Francia                        | Niza                   | Aeropuerto Internacional de Niza-Costa Azul             |            |
| Francia                        | París                  | Aeropuerto Internacional Charles de Gaulle              | Base       |
| Francia                        | París                  | Aeropuerto de París-Orly                                | Base       |
| Grecia                         | Atenas                 | Aeropuerto Internacional Eleftherios Venizelos          |            |
| Grecia                         | Heraclión              | Aeropuerto Internacional de Heraclión Nikos Kazantzakis |            |
| Grecia                         | Miconos                | Aeropuerto Nacional de Míconos                          |            |
| Grecia                         | Santorini              | Aeropuerto Nacional de Santorini-Thira                  |            |
| Irlanda                        | Dublín                 | Aeropuerto de Dublín                                    |            |
| Islandia                       | Reikiavik              | Aeropuerto Internacional de Keflavík                    |            |
| Italia                         | Bari                   | Aeropuerto de Bari-Palese                               |            |
| Italia                         | Bolonia                | Aeropuerto de Bolonia                                   |            |
| Italia                         | Cagliari               | Aeropuerto de Cagliari-Elmas                            |            |
| Italia                         | Catania                | Aeropuerto de Catania-Fontanarossa                      |            |
| Italia                         | Comiso                 | Aeropuerto de Comiso                                    |            |
| Italia                         | Florencia              | Aeropuerto de Florencia                                 | Base       |
| Italia                         | Génova                 | Aeropuerto de Génova                                    |            |
| Italia                         | Milán                  | Aeropuerto de Milán-Malpensa                            |            |
| Italia                         | Nápoles                | Aeropuerto de Nápoles                                   |            |
| Italia                         | Olbia                  | Aeropuerto de Olbia                                     |            |
| Italia                         | Palermo                | Aeropuerto de Palermo-Punta Raisi                       |            |
| Italia                         | Rímini                 | Aeropuerto de Rímini                                    |            |
| Italia                         | Roma                   | Aeropuerto de Roma-Fiumicino                            | Base       |
| Italia                         | Salerno                | Aeropuerto de Salerno-Costa Amalfitana                  |            |
| Italia                         | Turín                  | Aeropuerto de Turín                                     |            |
| Italia                         | Venecia                | Aeropuerto Internacional Marco Polo                     |            |
| Malta                          | La Valeta              | Aeropuerto Internacional de Malta                       |            |
| Montenegro                     | Tivat                  | Aeropuerto de Tivat                                     |            |
| Noruega                        | Oslo                   | Aeropuerto de Oslo-Gardermoen                           |            |
| Noruega                        | Tromsø                 | Aeropuerto de Tromsø-Langnes                            |            |
| Países Bajos                   | Ámsterdam              | Aeropuerto de Ámsterdam-Schiphol                        |            |
| Portugal                       | Faro                   | Aeropuerto de Faro                                      |            |
| Portugal                       | Lisboa                 | Aeropuerto Internacional de Lisboa                      |            |
| Portugal                       | Oporto                 | Aeropuerto de Oporto-Francisco Sá Carneiro              |            |
| Reino Unido                    | Birmingham             | Aeropuerto Internacional de Birmingham-West Midlands    |            |
| Reino Unido                    | Cardiff                | Aeropuerto Internacional de Cardiff                     |            |
| Reino Unido                    | Edimburgo              | Aeropuerto de Edimburgo                                 |            |
| Reino Unido                    | Londres                | Aeropuerto de Londres-Heathrow                          |            |
| Reino Unido                    | Londres                | Aeropuerto de Londres-Gatwick                           |            |
| Reino Unido                    | Mánchester             | Aeropuerto de Mánchester                                |            |
| República Checa                | Praga                  | Aeropuerto de Praga                                     |            |
| Suecia                         | Estocolmo              | Aeropuerto de Estocolmo-Arlanda                         |            |
| Suiza                          | Basilea                | Aeropuerto de Basilea-Mulhouse-Friburgo                 |            |
| Suiza                          | Ginebra                | Aeropuerto Internacional de Ginebra                     |            |
| Suiza                          | Zúrich                 | Aeropuerto Internacional de Zúrich                      |            |
| Turquía                        | Estambul               | Aeropuerto de Estambul                                  |            |
| 101 destinos (agosto de 2025). |                        |                                                         |            |

## Servicios

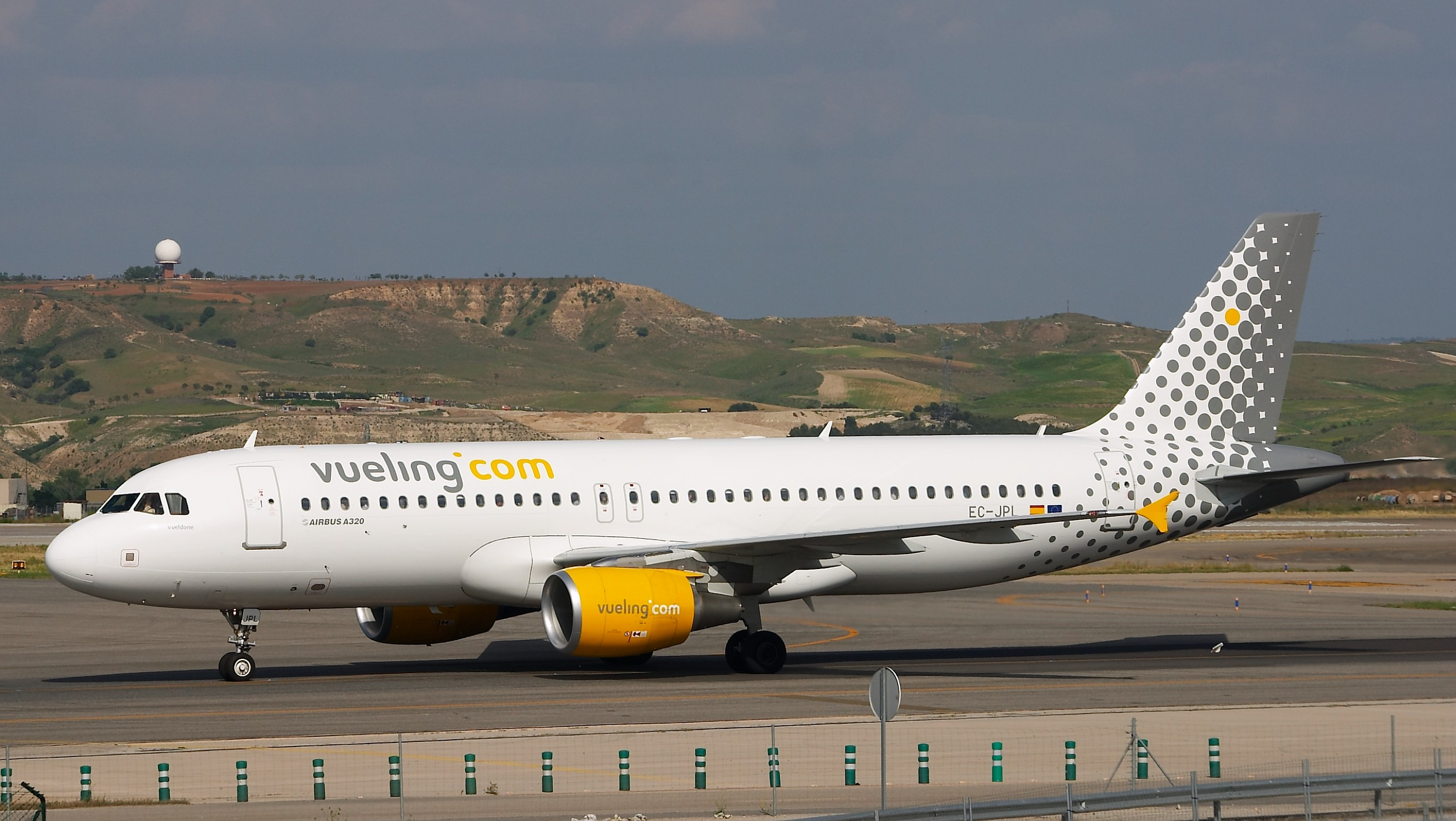
Airbus A320-214 (EC-JPL nombrado Vueldone) de Vueling

Algunas características de los servicios proporcionados por esta compañía son:
- A diferencia de otras low-cost, Vueling vuela a aeropuertos principales, además es la única aerolínea de bajo coste que opera en Londres-Heathrow, donde realiza conexiones para el hub de British Airways.
- Tal y como hacen todas las compañías de bajo costo, cobra por cada bulto (maleta) que se factura en la tarifa más baja. Los precios son más económicos si se adquiere en el momento de la compra del billete que si se realiza en el momento de la facturación.
- La facturación en línea (check-in en línea) puede ser realizada desde el momento de la compra del billete y hasta cuatro horas antes de la salida del vuelo, aunque no está disponible en todos los aeropuertos (como ocurre, por ejemplo, en el caso de Londres-Heathrow y algunos africanos).
- El cliente puede descargar su tarjeta de embarque en el móvil sin coste.
- A bordo de todos sus vuelos ofrece un servicio de cáterin con cargo. Solo los pasajeros que viajen en la clase Excellence, obtienen cáterin y bebida gratuitos durante el vuelo.
- Desde mayo de 2010, ofrece conexiones vía Barcelona para la gran mayoría de sus vuelos. Durante las conexiones en Barcelona, Vueling ofrece algunos descuentos y vales para comprar en las tiendas del Sky Centre de Barcelona. Además, desde 2011 realiza conexiones para vuelos intercontinentales de Iberia y otras aerolíneas asociadas de la alianza Oneworld (a la que pertenece Iberia), como LATAM, American Airlines, British Airways y Qatar Airways,[26] Royal Jordanian.[27]
- Durante el primer trimestre de 2012 y como medida para ampliar el servicio business, creó "Vueling Pass", el servicio de sala vip de Vueling que permite entrar en cualquier sala vip de AENA y el extranjero, con cargo.

## Tarifas o clases
Aunque Vueling es una compañía de bajo coste, ha ido introduciendo varias clases en sus aviones, sobre todo para los pasajeros de negocios y por la necesidad de tener clase ejecutiva en vuelos en código compartido con aerolíneas tradicionales que si disponen de clases diferenciadas.
Con todas las tarifas se pueden acumular puntos "Avios".
Hasta mediados de 2018 existían 3 tárifas: Basic, Óptima y Excellence. Luego las sustituyeron por Basic, Óptima, Family y TimeFlex.En 2024, lanzó nuevas tarifas:
Fly Light: Tarifa que solo incluye un bulto bajo el asiento.
Fly: Tarifa que incluye bulto bajo el asiento, maleta de cabina o facturada y selección de asiento.
Fly Grande: Tarifa más completa que incluye bulto bajo el asiento, maleta de cabina, maleta facturada, selección de asiento y flexibilidad.

## Acuerdos de cooperación
Vueling posee acuerdos de código compartido con varias aerolíneas de la alianza Oneworld que operan en Barcelona y Roma:
- British Airways
- Iberia (vuelos con código IBE5XXX)
- LATAM
- Qatar Airways

Desde 2011 tiene acuerdos con diferentes aerolíneas (primordialmente de la alianza Oneworld) para aumentar las redes desde Barcelona y Roma y en algún caso para vender sus rutas desde su página web.
Vueling forma parte de la empresa IAG, junto con Iberia, British Airways y Aer Lingus. Las rutas hacia Madrid, Londres y Dublín son operadas con código compartido con esas aerolíneas respectivamente.

## Flota

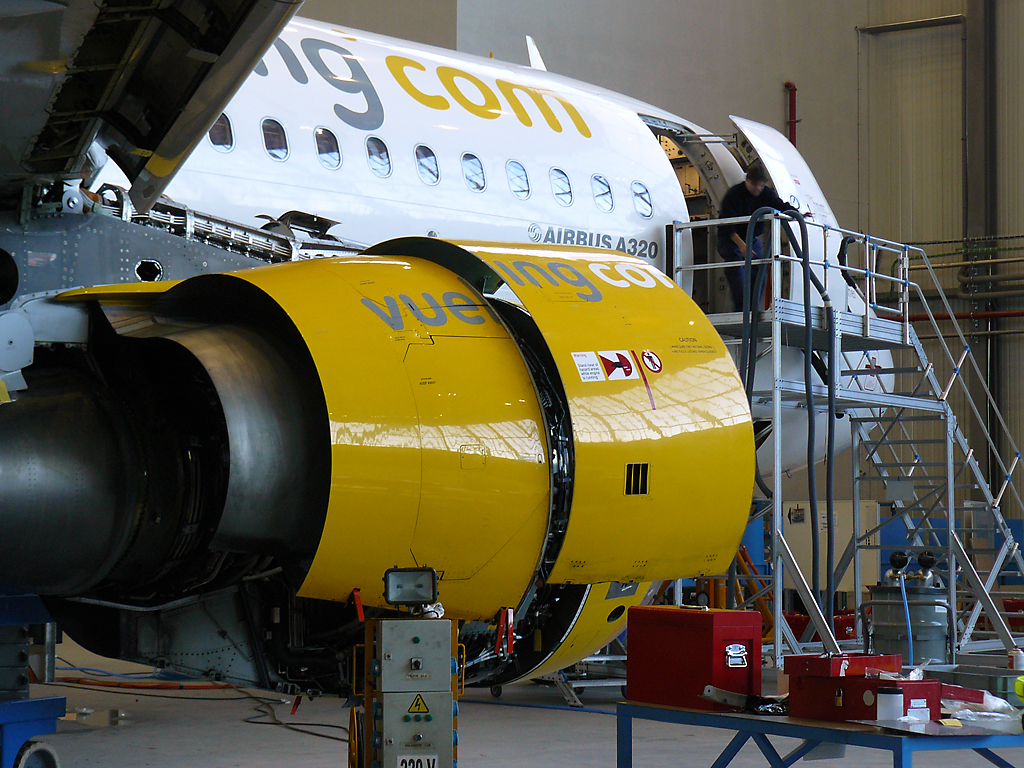
Uno de los motores CFM del Airbus A320-200 de Vueling en el hangar de Iberia en Barcelona

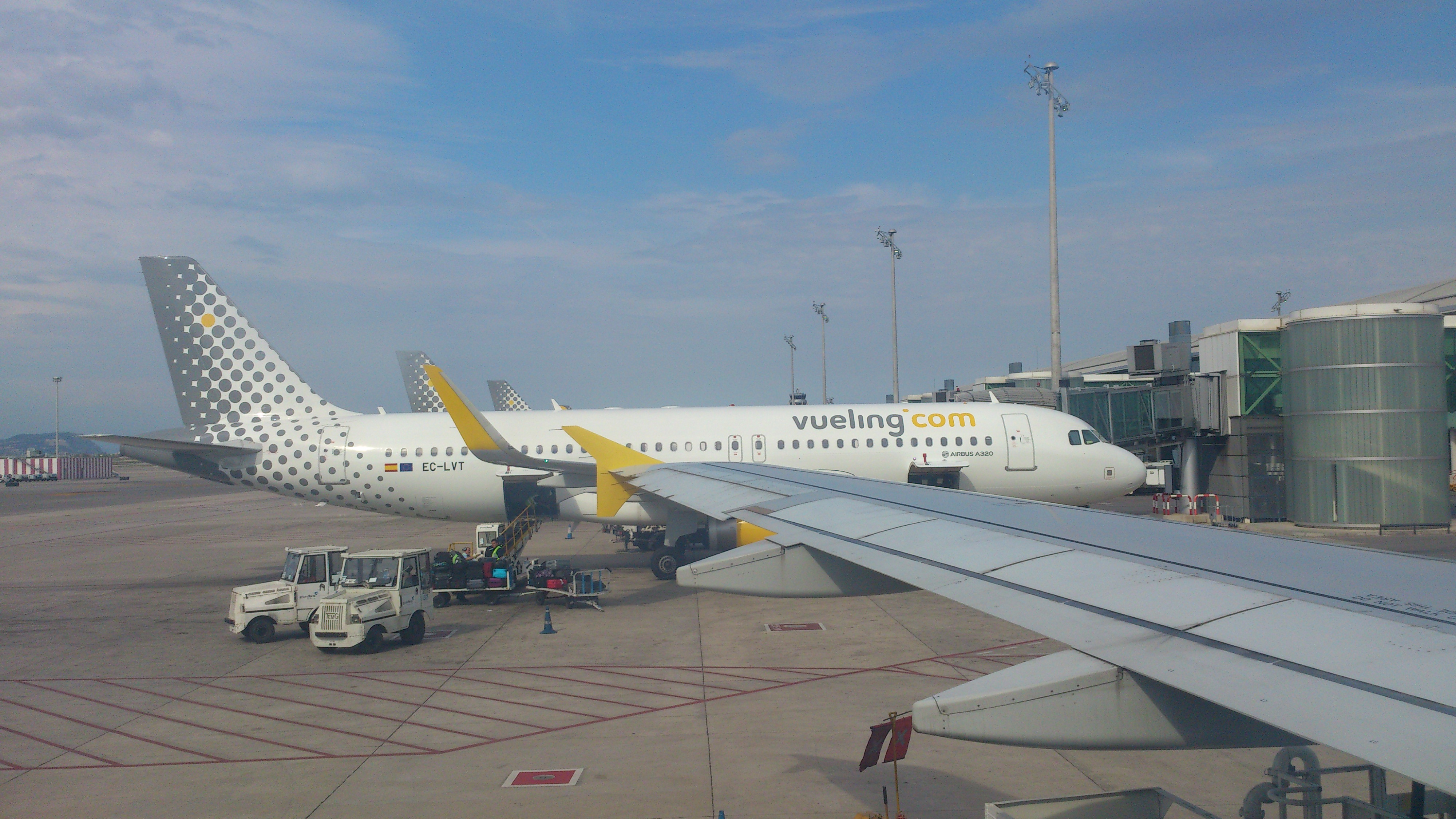
Dos A320 de Vueling, uno equipado con Sharklets y otro con Wingtips, en la T1 de BCN

La flota de Vueling está compuesta en su totalidad por aviones de la familia Airbus, concretamente opera A319, A320 y A321:En agosto, dentro de la presentación de resultados de IAG, se confirmó que iría paulatinamente modificando la flota a Boeing 737-8 MAX y Boeing 737-10 MAX.
| Aeronaves         | En servicio | Pedidos | Estacionados | Pasajeros (clase única)                            | Matrículas                                         | Antigüedad                                         | Notas                                                   |
| ----------------- | ----------- | ------- | ------------ | -------------------------------------------------- | -------------------------------------------------- | -------------------------------------------------- | ------------------------------------------------------- |
| Airbus A319-100   | 6           | —       | —            | 144                                                | EC-NGB                                             | 19,3 años                                          |                                                         |
| Airbus A319-100   | 6           | —       | —            | 144                                                | EC-MGF                                             | 18,5 años                                          |                                                         |
| Airbus A319-100   | 6           | —       | —            | 144                                                | EC-MKX                                             | 18,4 años                                          |                                                         |
| Airbus A319-100   | 6           | —       | —            | 144                                                | EC-MKV                                             | 18,3 años                                          |                                                         |
| Airbus A319-100   | 6           | —       | —            | 144                                                | EC-MIQ                                             | 18,1 años                                          |                                                         |
| Airbus A319-100   | 6           | —       | —            | 144                                                | EC-MIR                                             | 17,5 años                                          |                                                         |
| Airbus A320-200   | 91          | —       | 1            | 180                                                | EC-MVN                                             | 19,4 años                                          |                                                         |
| Airbus A320-200   | 91          | —       | 1            | 180                                                | EC-LAB                                             | 19,3 años                                          |                                                         |
| Airbus A320-200   | 91          | —       | 1            | 180                                                | EC-JSY                                             | 19,3 años                                          |                                                         |
| Airbus A320-200   | 91          | —       | 1            | 180                                                | EC-JTQ                                             | 19,2 años                                          |                                                         |
| Airbus A320-200   | 91          | —       | 1            | 180                                                | EC-JTR                                             | 19,2 años                                          |                                                         |
| Airbus A320-200   | 91          | —       | 1            | 180                                                | EC-OGC                                             | 18,9 años                                          |                                                         |
| Airbus A320-200   | 91          | —       | 1            | 180                                                | EC-OGD                                             | 18,9 años                                          |                                                         |
| Airbus A320-200   | 91          | —       | 1            | 180                                                | EC-MYB                                             | 18,9 años                                          |                                                         |
| Airbus A320-200   | 91          | —       | 1            | 180                                                | EC-JYX                                             | 18,7 años                                          |                                                         |
| Airbus A320-200   | 91          | —       | 1            | 180                                                | EC-JZI                                             | 18,7 años                                          |                                                         |
| Airbus A320-200   | 91          | —       | 1            | 180                                                | EC-OGE                                             | 18,7 años                                          |                                                         |
| Airbus A320-200   | 91          | —       | 1            | 180                                                | EC-OFU                                             | 18,5 años                                          |                                                         |
| Airbus A320-200   | 91          | —       | 1            | 180                                                | EC-KDG                                             | 18,4 años                                          |                                                         |
| Airbus A320-200   | 91          | —       | 1            | 180                                                | EC-KDH                                             | 18,4 años                                          |                                                         |
| Airbus A320-200   | 91          | —       | 1            | 180                                                | EC-KCU                                             | 18,4 años                                          |                                                         |
| Airbus A320-200   | 91          | —       | 1            | 180                                                | EC-KDT                                             | 18,3 años                                          |                                                         |
| Airbus A320-200   | 91          | —       | 1            | 180                                                | EC-KDX                                             | 18,2 años                                          |                                                         |
| Airbus A320-200   | 91          | —       | 1            | 180                                                | EC-KHN                                             | 18,1 años                                          |                                                         |
| Airbus A320-200   | 91          | —       | 1            | 180                                                | EC-KJD                                             | 17,9 años                                          |                                                         |
| Airbus A320-200   | 91          | —       | 1            | 180                                                | EC-KLB                                             | 17,7 años                                          |                                                         |
| Airbus A320-200   | 91          | —       | 1            | 180                                                | EC-KLT                                             | 17,6 años                                          |                                                         |
| Airbus A320-200   | 91          | —       | 1            | 180                                                | EC-MBD                                             | 17,4 años                                          |                                                         |
| Airbus A320-200   | 91          | —       | 1            | 180                                                | EC-MBE                                             | 17,3 años                                          |                                                         |
| Airbus A320-200   | 91          | —       | 1            | 180                                                | EC-MBF                                             | 17,3 años                                          |                                                         |
| Airbus A320-200   | 91          | —       | 1            | 180                                                | EC-KRH                                             | 17,2 años                                          |                                                         |
| Airbus A320-200   | 91          | —       | 1            | 180                                                | EC-OLF                                             | 16,9 años                                          | Estacionado en CDT en 2025                              |
| Airbus A320-200   | 91          | —       | 1            | 180                                                | EC-MCU                                             | 16,2 años                                          |                                                         |
| Airbus A320-200   | 91          | —       | 1            | 180                                                | EC-OFH                                             | 15,8 años                                          |                                                         |
| Airbus A320-200   | 91          | —       | 1            | 180                                                | EC-MUM                                             | 15,7 años                                          |                                                         |
| Airbus A320-200   | 91          | —       | 1            | 180                                                | EC-MVO                                             | 15,3 años                                          |                                                         |
| Airbus A320-200   | 91          | —       | 1            | 180                                                | EC-OFV                                             | 14,5 años                                          |                                                         |
| Airbus A320-200   | 91          | —       | 1            | 180                                                | EC-LLJ                                             | 14,4 años                                          |                                                         |
| Airbus A320-200   | 91          | —       | 1            | 180                                                | EC-MBY                                             | 14,3 años                                          |                                                         |
| Airbus A320-200   | 91          | —       | 1            | 180                                                | EC-OFX                                             | 13,9 años                                          |                                                         |
| Airbus A320-200   | 91          | —       | 1            | 180                                                | EC-LOB                                             | 13,9 años                                          |                                                         |
| Airbus A320-200   | 91          | —       | 1            | 180                                                | EC-LOC                                             | 13,9 años                                          |                                                         |
| Airbus A320-200   | 91          | —       | 1            | 180                                                | EC-OFY                                             | 13,8 años                                          |                                                         |
| Airbus A320-200   | 91          | —       | 1            | 180                                                | EC-LOP                                             | 13,7 años                                          |                                                         |
| Airbus A320-200   | 91          | —       | 1            | 180                                                | EC-OFZ                                             | 13,7 años                                          |                                                         |
| Airbus A320-200   | 91          | —       | 1            | 180                                                | EC-NUO                                             | 13,1 años                                          |                                                         |
| Airbus A320-200   | 91          | —       | 1            | 180                                                | EC-NUP                                             | 12,9 años                                          |                                                         |
| Airbus A320-200   | 91          | —       | 1            | 180                                                | EC-LUN                                             | 12,5 años                                          |                                                         |
| Airbus A320-200   | 91          | —       | 1            | 180                                                | EC-LUO                                             | 12,4 años                                          |                                                         |
| Airbus A320-200   | 91          | —       | 1            | 180                                                | EC-LVO                                             | 12,4 años                                          |                                                         |
| Airbus A320-200   | 91          | —       | 1            | 180                                                | EC-LVP                                             | 12,3 años                                          |                                                         |
| Airbus A320-200   | 91          | —       | 1            | 180                                                | EC-LVV                                             | 12,3 años                                          |                                                         |
| Airbus A320-200   | 91          | —       | 1            | 180                                                | EC-LVU                                             | 12,3 años                                          |                                                         |
| Airbus A320-200   | 91          | —       | 1            | 180                                                | EC-LVS                                             | 12,2 años                                          |                                                         |
| Airbus A320-200   | 91          | —       | 1            | 180                                                | EC-LVT                                             | 12,2 años                                          |                                                         |
| Airbus A320-200   | 91          | —       | 1            | 180                                                | EC-LZN                                             | 11,6 años                                          |                                                         |
| Airbus A320-200   | 91          | —       | 1            | 180                                                | EC-OJF                                             | 11,5 años                                          |                                                         |
| Airbus A320-200   | 91          | —       | 1            | 180                                                | EC-MAH                                             | 11,4 años                                          |                                                         |
| Airbus A320-200   | 91          | —       | 1            | 180                                                | EC-MAI                                             | 11,4 años                                          |                                                         |
| Airbus A320-200   | 91          | —       | 1            | 180                                                | EC-MAN                                             | 11,3 años                                          |                                                         |
| Airbus A320-200   | 91          | —       | 1            | 180                                                | EC-MAO                                             | 11,3 años                                          |                                                         |
| Airbus A320-200   | 91          | —       | 1            | 180                                                | EC-OJG                                             | 11,2 años                                          |                                                         |
| Airbus A320-200   | 91          | —       | 1            | 180                                                | EC-OJH                                             | 11,2 años                                          |                                                         |
| Airbus A320-200   | 91          | —       | 1            | 180                                                | EC-ODJ                                             | 11,2 años                                          |                                                         |
| Airbus A320-200   | 91          | —       | 1            | 180                                                | EC-MBS                                             | 11,2 años                                          |                                                         |
| Airbus A320-200   | 91          | —       | 1            | 180                                                | EC-MBT                                             | 11,2 años                                          |                                                         |
| Airbus A320-200   | 91          | —       | 1            | 180                                                | EC-ODL                                             | 10,7 años                                          |                                                         |
| Airbus A320-200   | 91          | —       | 1            | 180                                                | EC-ODM                                             | 10,7 años                                          |                                                         |
| Airbus A320-200   | 91          | —       | 1            | 180                                                | EC-MDZ                                             | 10,7 años                                          |                                                         |
| Airbus A320-200   | 91          | —       | 1            | 180                                                | EC-MEA                                             | 10,7 años                                          |                                                         |
| Airbus A320-200   | 91          | —       | 1            | 180                                                | EC-MEL                                             | 10,5 años                                          |                                                         |
| Airbus A320-200   | 91          | —       | 1            | 186                                                | EC-MEQ                                             | 10,4 años                                          |                                                         |
| Airbus A320-200   | 91          | —       | 1            | 186                                                | EC-MER                                             | 10,4 años                                          |                                                         |
| Airbus A320-200   | 91          | —       | 1            | 186                                                | EC-MES                                             | 10,4 años                                          |                                                         |
| Airbus A320-200   | 91          | —       | 1            | 180                                                | EC-MFK                                             | 10,4 años                                          |                                                         |
| Airbus A320-200   | 91          | —       | 1            | 180                                                | EC-ODN                                             | 10,4 años                                          |                                                         |
| Airbus A320-200   | 91          | —       | 1            | 186                                                | EC-MFL                                             | 10,3 años                                          |                                                         |
| Airbus A320-200   | 91          | —       | 1            | 186                                                | EC-MFM                                             | 10,3 años                                          |                                                         |
| Airbus A320-200   | 91          | —       | 1            | 186                                                | EC-MFN                                             | 10,3 años                                          |                                                         |
| Airbus A320-200   | 91          | —       | 1            | 186                                                | EC-MGE                                             | 10,2 años                                          |                                                         |
| Airbus A320-200   | 91          | —       | 1            | 186                                                | EC-MJC                                             | 9,7 años                                           |                                                         |
| Airbus A320-200   | 91          | —       | 1            | 186                                                | EC-MJB                                             | 9,7 años                                           |                                                         |
| Airbus A320-200   | 91          | —       | 1            | 186                                                | EC-MKM                                             | 9,4 años                                           |                                                         |
| Airbus A320-200   | 91          | —       | 1            | 186                                                | EC-MKO                                             | 9,4 años                                           |                                                         |
| Airbus A320-200   | 91          | —       | 1            | 186                                                | EC-MKN                                             | 9,4 años                                           |                                                         |
| Airbus A320-200   | 91          | —       | 1            | 186                                                | EC-MLE                                             | 9,3 años                                           |                                                         |
| Airbus A320-200   | 91          | —       | 1            | 186                                                | EC-MNZ                                             | 8,9 años                                           |                                                         |
| Airbus A320-200   | 91          | —       | 1            | 186                                                | EC-MOG                                             | 8,8 años                                           |                                                         |
| Airbus A320-200   | 91          | —       | 1            | 186                                                | EC-MQE                                             | 8,5 años                                           |                                                         |
| Airbus A320-200   | 91          | —       | 1            | 186                                                | EC-OOV                                             | 8,2 años                                           |                                                         |
| Airbus A320-200   | 91          | —       | 1            | 186                                                | EC-OKG                                             | 8,1 años                                           |                                                         |
| Airbus A320-200   | 91          | —       | 1            | 186                                                | EC-OKH                                             | 8,1 años                                           |                                                         |
| Airbus A320-200   | 91          | —       | 1            | 186                                                | EC-OKI                                             | 8 años                                             |                                                         |
| Airbus A320-200   | 91          | —       | 1            | 186                                                | EC-OKJ                                             | 7,9 años                                           |                                                         |
| Airbus A320-200   | 91          | —       | 1            | 186                                                | EC-MVD                                             | 7,5 años                                           |                                                         |
| Airbus A320-200   | 91          | —       | 1            | 186                                                | EC-MVE                                             | 7,5 años                                           |                                                         |
| Airbus A320-200   | 91          | —       | 1            | 186                                                | EC-MXG                                             | 7,4 años                                           |                                                         |
| Airbus A320-200   | 91          | —       | 1            | 186                                                | EC-MXP                                             | 7,3 años                                           |                                                         |
| Airbus A320-200   | 91          | —       | 1            | 186                                                | EC-MYC                                             | 7,2 años                                           |                                                         |
| Airbus A320neo    | 11          | —       | 12           | 186                                                | EC-MZT                                             | 7,1 años                                           |                                                         |
| Airbus A320neo    | 11          | —       | 12           | 186                                                | EC-NAE                                             | 6,9 años                                           | Estacionados en MAD en 2024. Serán entregados a Iberia. |
| Airbus A320neo    | 11          | —       | 12           | 186                                                | EC-NAF                                             | 6,9 años                                           | Estacionados en MAD en 2024. Serán entregados a Iberia. |
| Airbus A320neo    | 11          | —       | 12           | 186                                                | EC-NAJ                                             | 6,9 años                                           | Estacionados en MAD en 2024. Serán entregados a Iberia. |
| Airbus A320neo    | 11          | —       | 12           | 186                                                | EC-NAX                                             | 6,8 años                                           | Estacionados en MAD en 2024. Serán entregados a Iberia. |
| Airbus A320neo    | 11          | —       | 12           | 186                                                | EC-NAV                                             | 6,7 años                                           | Estacionados en MAD en 2025. Serán entregados a Iberia. |
| Airbus A320neo    | 11          | —       | 12           | 186                                                | EC-NAZ                                             | 6,7 años                                           | Estacionados en MAD en 2025. Serán entregados a Iberia. |
| Airbus A320neo    | 11          | —       | 12           | 186                                                | EC-NBA                                             | 6,6 años                                           |                                                         |
| Airbus A320neo    | 11          | —       | 12           | 186                                                | EC-NCF                                             | 6,5 años                                           |                                                         |
| Airbus A320neo    | 11          | —       | 12           | 186                                                | EC-NCG                                             | 6,5 años                                           | Estacionado en MAD en 2024.                             |
| Airbus A320neo    | 11          | —       | 12           | 186                                                | EC-NCT                                             | 6,4 años                                           | Estacionado en BCN en 2025.                             |
| Airbus A320neo    | 11          | —       | 12           | 186                                                | EC-NCS                                             | 6,4 años                                           |                                                         |
| Airbus A320neo    | 11          | —       | 12           | 186                                                | EC-NCU                                             | 6,3 años                                           |                                                         |
| Airbus A320neo    | 11          | —       | 12           | 186                                                | EC-NDC                                             | 6,2 años                                           |                                                         |
| Airbus A320neo    | 11          | —       | 12           | 186                                                | EC-NDB                                             | 6,2 años                                           |                                                         |
| Airbus A320neo    | 11          | —       | 12           | 186                                                | EC-NDA                                             | 6,1 años                                           |                                                         |
| Airbus A320neo    | 11          | —       | 12           | 186                                                | EC-NFI                                             | 6 años                                             | Estacionado en MAD en 2025.                             |
| Airbus A320neo    | 11          | —       | 12           | 186                                                | EC-NFJ                                             | 6 años                                             |                                                         |
| Airbus A320neo    | 11          | —       | 12           | 186                                                | EC-NEA                                             | 5,9 años                                           | Estacionado en MAD en 2025.                             |
| Airbus A320neo    | 11          | —       | 12           | 186                                                | EC-NFK                                             | 5,8 años                                           |                                                         |
| Airbus A320neo    | 11          | —       | 12           | 186                                                | EC-NIJ                                             | 5,5 años                                           | Estacionados en MAD en 2024.                            |
| Airbus A320neo    | 11          | —       | 12           | 186                                                | EC-NIX                                             | 5,4 años                                           | Estacionados en MAD en 2024.                            |
| Airbus A320neo    | 11          | —       | 12           | 186                                                | EC-NIY                                             | 5,3 años                                           |                                                         |
| Airbus A321-200   | 18          | —       | —            | 220                                                | EC-NLV                                             | 10,5 años                                          |                                                         |
| Airbus A321-200   | 18          | —       | —            | 212                                                | EC-NLX                                             | 10,2 años                                          |                                                         |
| Airbus A321-200   | 18          | —       | —            | 220                                                | EC-MGY                                             | 10,2 años                                          |                                                         |
| Airbus A321-200   | 18          | —       | —            | 220                                                | EC-MGZ                                             | 10,1 años                                          |                                                         |
| Airbus A321-200   | 18          | —       | —            | 220                                                | EC-MHA                                             | 10,1 años                                          |                                                         |
| Airbus A321-200   | 18          | —       | —            | 220                                                | EC-MHB                                             | 10,1 años                                          |                                                         |
| Airbus A321-200   | 18          | —       | —            | 220                                                | EC-MHS                                             | 10 años                                            |                                                         |
| Airbus A321-200   | 18          | —       | —            | 220                                                | EC-NLY                                             | 10 años                                            |                                                         |
| Airbus A321-200   | 18          | —       | —            | 220                                                | EC-MJR                                             | 9,5 años                                           |                                                         |
| Airbus A321-200   | 18          | —       | —            | 220                                                | EC-MLD                                             | 9,3 años                                           |                                                         |
| Airbus A321-200   | 18          | —       | —            | 220                                                | EC-MLM                                             | 9,3 años                                           |                                                         |
| Airbus A321-200   | 18          | —       | —            | 220                                                | EC-MMH                                             | 9,2 años                                           |                                                         |
| Airbus A321-200   | 18          | —       | —            | 220                                                | EC-MMU                                             | 9,1 años                                           |                                                         |
| Airbus A321-200   | 18          | —       | —            | 220                                                | EC-MOO                                             | 8,6 años                                           |                                                         |
| Airbus A321-200   | 18          | —       | —            | 220                                                | EC-MPV                                             | 8,4 años                                           |                                                         |
| Airbus A321-200   | 18          | —       | —            | 220                                                | EC-MQB                                             | 8,4 años                                           |                                                         |
| Airbus A321-200   | 18          | —       | —            | 220                                                | EC-MQL                                             | 8,3 años                                           |                                                         |
| Airbus A321-200   | 18          | —       | —            | 220                                                | EC-MRF                                             | 8,2 años                                           |                                                         |
| Airbus A321neo    | 2           | —       | 2            | 236                                                | EC-NYC                                             | 2,5 años                                           | Estacionados en MAD en 2024.                            |
| Airbus A321neo    | 2           | —       | 2            | 236                                                | EC-NYD                                             | 2,4 años                                           | Estacionados en MAD en 2024.                            |
| Airbus A321neo    | 2           | —       | 2            | 236                                                | EC-NYE                                             | 2,2 años                                           |                                                         |
| Airbus A321neo    | 2           | —       | 2            | 236                                                | EC-NYF                                             | 2,2 años                                           |                                                         |
| Boeing 737 MAX 8  | —           | 25      | —            | 189                                                |                                                    |                                                    | Entregas entre 2026 y 2029                              |
| Boeing 737 MAX 10 | —           | 25      | —            | 230                                                |                                                    |                                                    | Entregas entre 2026 y 2029                              |
| Total             | 128         | 51      | 15           | Edad media de la flota (agosto de 2025): 11,5 años | Edad media de la flota (agosto de 2025): 11,5 años | Edad media de la flota (agosto de 2025): 11,5 años | Edad media de la flota (agosto de 2025): 11,5 años      |

## Accidentes e incidentes

### 2006
- 28 de mayo de 2006 - El vuelo VY1190 de Barcelona a Santiago de Compostela (La Coruña), con 144 personas a bordo, penetra en una zona de turbulencia y se desploma sin control varios cientos de metros antes de que los pilotos consigan retomar el control; 7 personas resultan heridas.[33][34][35]

### 2009
- 5 de agosto de 2009 - El vuelo VY9127 de París (Francia) a Alicante (España), con 169 pasajeros a bordo, sufre problemas en un motor durante las maniobras en tierra que provocan una evacuación de emergencia. Hubo 8 heridos.[36]
- 29 de noviembre de 2009 - El vuelo VY6394 de Barcelona (España) a Milán (Italia) se encuentra realizando la maniobra de aterrizaje cuando los pilotos se percatan a muy baja altura de la presencia de un vehículo en la pista. La maniobra fue abortada.[37]

### 2010
- 23 de abril de 2010 - El vuelo VY7101 de Londres (Reino Unido) a La Coruña (España) se ve obligado a realizar un aterrizaje de emergencia en Londres con un solo motor tras tener problemas con el otro durante el ascenso.[38]
- 26 de abril de 2010 - Un A320 haciendo la ruta Sevilla (España) a Barcelona realiza un aterrizaje forzoso en Sevilla con un solo motor tras embestir una bandada de pájaros poco después de despegar.[39]
- 22 de agosto de 2010 - El avión realizando el vuelo VY2317 entre Granada (España) y Barcelona sufre problemas hidráulicos con el tren de aterrizaje y los pilotos se ven obligados a realizar un aterrizaje de emergencia en Sevilla (España), requiriendo ser remolcado fuera de la pista tras el aterrizaje.[40]
- 27 de agosto de 2010 - El vuelo VY3212 de Barcelona (España) a Tenerife impacta con aves tras el despegue. Debido a los daños la tripulación decide regresar a Barcelona.[41]
- 1 de octubre de 2010 - Un A320 volando de Sevilla a Gran Canaria regresa de emergencia a Sevilla por un problema técnico no determinado.[42]
- 12 de noviembre de 2010 - El vuelo VY1901 de Vigo (Pontevedra) a Palma de Mallorca (Baleares) tiene problemas hidráulicos en vuelo y se ve obligado a realizar un aterrizaje de emergencia en Barcelona, requiriendo ser remolcado fuera de la pista tras el aterrizaje y siendo el segundo caso similar en pocos meses.[43]
- 26 de noviembre de 2010 - El vuelo VY8077 de Barcelona (España) a París (Francia) se sale de la pista durante el aterrizaje, siendo evacuado en la hierba. No se registraron heridos.[44]

### 2011
- 27 de marzo de 2011 - El vuelo VY6502 de Barcelona (España) a Nápoles (Italia) sufre problemas con las mascarillas de oxígeno durante el descenso. El avión aterrizó en su destino exitosamente.[45]
- 3 de abril de 2011 - Se producen problemas a bordo del vuelo VY2211 haciendo la ruta Sevilla a Barcelona, antes del despegue. Varios pasajeros observan a un mecánico reparando un ala con un martillo. 18 pasajeros deciden abandonar el avión antes del despegue.[46][47]
- 20 de abril de 2011 - El vuelo VY2220 de Barcelona, a Sevilla, con 165 personas a bordo, sufre problemas con el tren de aterrizaje y aterriza de emergencia en Sevilla. El avión se queda encallado en la Pista provocando el cierre del aeropuerto durante varias horas.[48]
- 8 de mayo de 2011 - El vuelo VY8710 de Barcelona (España) a Viena (Austria). Durante la aproximación a la Pista 34 que estaba en servicio el avión se desvía para interceptar el ILS y evitar una tormenta que había a la izquierda del localizador. Llegando al aeropuerto reciben el impacto de un rayo en el costado izquierdo del avión. El controlador notifica Wind Shear de 50 nudos al avión y se realiza un go arround y durante el go arround reciben el impacto de otro rayo en el costado izquierdo del avión otra vez. Se desvían de la ruta del go arraund para evitar la tormenta. El controlador pregunta a la tripulación intenciones. La aproximación a la pista 11 esta despejada y realizan la aproximación sin más incidentes. El avión se quedó en AOG una semana por los daños recibidos por los rayos. En ningún momento se declaró emergencia. Fuente el Comandante del avión.  .[49]
- 27 de mayo de 2011 - Pasajeros del Vuelo VY8366 de Málaga (España) a Ámsterdam (Países Bajos) graban como un caza Mirage francés intercepta el vuelo después de que los pilotos perdieran el contacto con el control.[50]
- 29 de noviembre de 2011 - El vuelo VY8026 de París (Francia) a Barcelona (España) tiene problemas con las puertas durante el ascenso y se ve obligado a regresar a París alegando problemas técnicos.[51]

### 2012
- 8 de marzo de 2012 - El vuelo VY1961 de Ámsterdam (Países Bajos) a Bilbao (España) sufre problemas hidráulicos durante el ascenso y realiza un aterrizaje de emergencia en Ámsterdam.[52]
- 8 de julio de 2012 - El vuelo VY6771 de Pisa (Italia) a Barcelona (España) tiene problemas hidráulicos durante el ascenso y los pilotos regresan a Pisa para un aterrizaje de emergencia.[53]
- 23 de agosto de 2012 - El vuelo VY3741 de Menorca (Baleares) a Barcelona aborta el despegue a muy alta velocidad tras escucharse dos fuertes golpes y ser el avión zarandeado. El avión se quedó encallado en la pista debiendo los pasajeros ser desembarcados en ella.[54]
- 29 de agosto de 2012 - El vuelo VY8366 de Málaga (España) a Ámsterdam (Países Bajos) con 183 personas a bordo, pierde el contacto con el control, deambulando por el espacio aéreo neerlandés hasta ser interceptado por dos cazas que lo guían al aeropuerto bajo sospechas de terrorismo.[55][56]
- 29 de agosto de 2012 - El vuelo VY1880 de Barcelona (España) a Berlín (Alemania) realiza un aterrizaje forzoso de más de 4 veces la fuerza de la gravedad, muy por encima del límite estructural. El avión quedó totalmente inutilizado, pero prácticamente ningún medio de comunicación informó de ello.[57] El avión sufre daños considerables.[58]
- 19 de septiembre de 2012 - El vuelo VY8898 desde Barcelona (España) a Bruselas (Bélgica) experimenta problemas con el motor, y realiza un aterrizaje de emergencia (PAN) en Barcelona.[59]
- 22 de septiembre de 2012 - El vuelo VY1670 de Barcelona a Santiago de Compostela (La Coruña) impacta con un ave tras despegar y sufre problemas en un motor, debiendo volver a Barcelona.[60]

### 2013
- 28 de mayo de 2013 - El vuelo VY7101 de Londres Heathrow (Reino Unido) a La Coruña se vio obligado a abortar el aterrizaje tras un fuerte impacto contra la pista 21 del aeropuerto coruñés después de un problema técnico mientras practicaban un "autoland". 12 minutos después de la frustrada el avión tomó tierra sin mayor incidencia.[61]

### 2014
- 4 de enero de 2014 El vuelo VY2612 de Málaga a Bilbao (Vizcaya) se vio obligado a efectuar un aterrizaje de emergencia debido a un pasajero con problemas cardíacos. La aeronave permaneció varada en el aeropuerto de Barajas por más de tres horas, hasta que finalmente volvió a despegar rumbo a Bilbao. Gracias a la espera, las pésimas condiciones meteorológicas en el aeropuerto de Bilbao mejoraron, facilitando así la maniobra de aterrizaje.
- 24 de febrero de 2014 - El vuelo VY7101 de Londres, Reino Unido, a La Coruña, España recibe durante el descenso el impacto de un rayo en uno de sus Sharklets lo que provocaría que se saltasen los remaches tanto del que recibió el impacto como del otro por el cual salió el rayo. El avión toma tierra con éxito en La Coruña sin ningún herido quedando inutilizado una semana hasta la sustitución de los dos Sharklets.

### 2016
- 31 de marzo de 2016 El vuelo VY1420 de Barcelona a Bilbao (Vizcaya) aterriza con fuerte viento, y en su maniobra parte una baliza de señalización y una señal de la pista, invadiendo el césped adyacente a la misma. El aparato permaneció en el aeropuerto una semana con objeto de que los técnicos realizaran diferentes comprobaciones antes de ser puesto en servicio nuevamente.[62]

### 2018
- 7 de mayo de 2018 La turbina de un Airbus A320 de Vueling absorbe un buitre cuando aterriza en el aeropuerto de Bilbao. Los expertos en aviación califican el incidente de muy grave.[63]

- 30 de julio de 2018 Nuevamente, la turbina de un Airbus de Vueling absorbe un buitre cuando despegaba del aeropuerto de Bilbao, con destino París. El avión consigue estabilizarse y regresar al aeropuerto. Los pilotos inciden en la gravedad de este nuevo incidente, aparentemente producido por el aumento de buitres en la comarca donde se sitúa el aeropuerto.[64]